# Avalanche (Pleasure Beach Blackpool)
Avalanche är en berg- och dalbana av bobsled-typ i den brittiska nöjesparken Pleasure Beach Blackpool. Attraktionen är tillverkad av Mack Rides.